# Suntec City

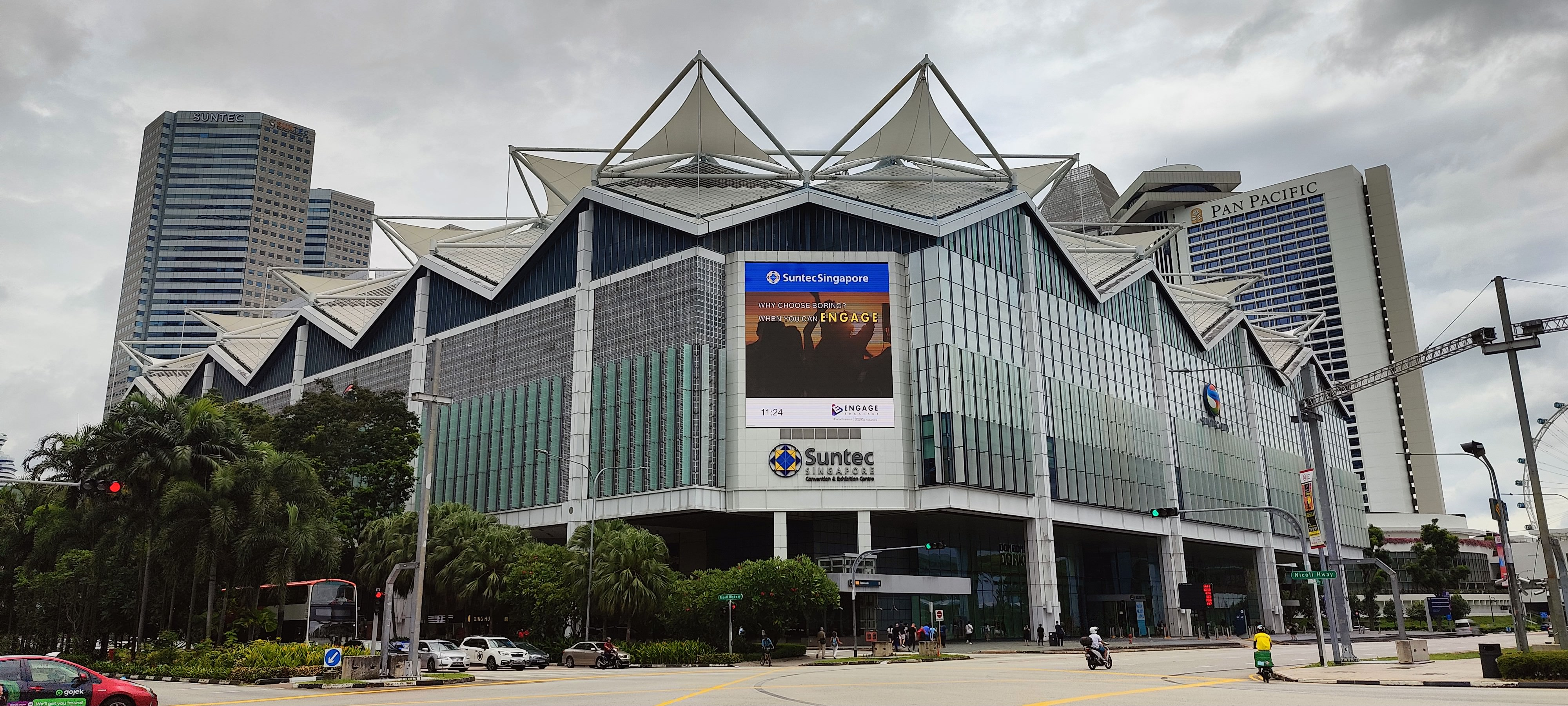
Suntec Singapore International Convention and Exhibition Centre, med byggnader i bakgrunden.

Suntec City är ett område med byggnader med flera användningsområden i Marina Centre, en stadsdel i Downtown Core i Singapore, som kombinerar ett köpcentrum, kontorsbyggnader och kongresscenter. Området började byggas den 18 januari 1992 och stod färdigt den 22 juli 1997.

## Design

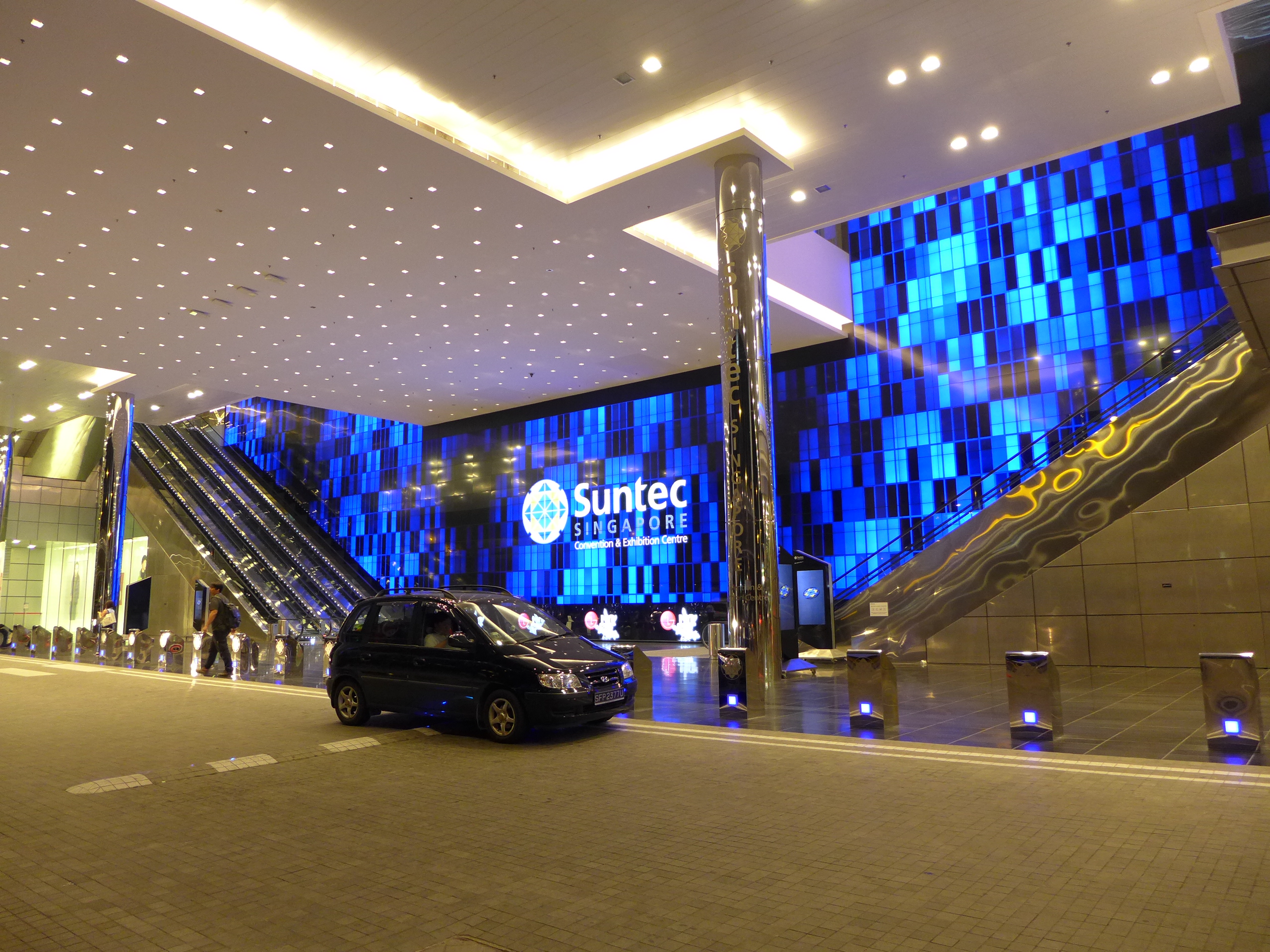
Suntec Singapore International Convention and Exhibition Centre Drop off Area 2014.

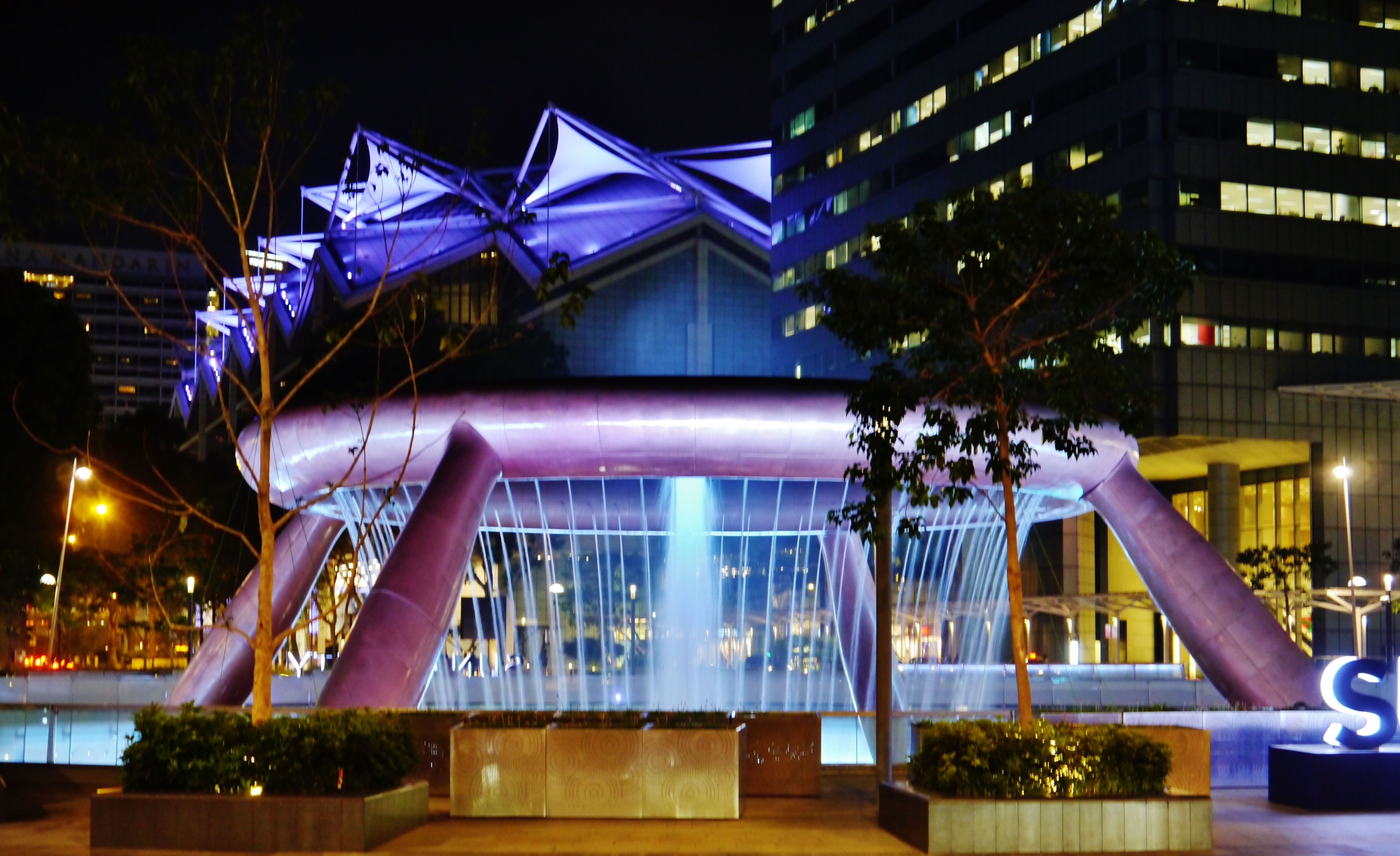
Suntec Citys Fountain of Wealth, världens största fontän sedan 1998 enligt Guinness rekordbok.

Suntec City ritades och designades av Tsao & McKown Architects med tonvikt på den uråldriga kinesiska läran om feng shui. De fem byggnaderna och kongresscentret är arrangerade att de ser ut som en vänsterhand sett från luften. Fontänen Fountain of Wealth ser ut som en gyllene ring i handflatan. Eftersom fontänen är konstruerad av brons, ska balansen mellan metall och vatten bana vägen för framgång. Det utvalda kinesiska namnet 新达 kan direkt översättas till "ny prestation".

## Popularitet
- Urban Redevelopment Authority (URA) nämnde Suntec City som en av de största kommersiella utvecklingarna i Singapore.[3]
- Suntec City har varit med tre gånger i reality-tv-programmet The Amazing Race. En gång på den amerikanska versionen i säsong tre och två gånger på den asiatiska versionen i både säsong två och tre.[4]
- Suntec City har tilldelats två FIABCI Prix d' Excellence-utmärkelser för excellens i alla aspekter av fastighetsutveckling.[5] Suntec har också vunnit priset för 1998 Tourism Award av Singapore Tourism Board.[6]
- Suntec City var värd för världsmästerskapet i datorspelet Dota 2 i den elfte upplagan av The International.